# Bernard Antoine Diss
Bernard Antoine Diss, né le 25 avril 1944 à Strasbourg, est un enseignant et écrivain français.

## Biographie
Bernard Diss a effectué sa scolarité secondaire de 1955 à 1962 au collège épiscopal Saint-Étienne de Strasbourg et ses études supérieures à l'Université de Strasbourg.
Il a été professeur de lettres classiques en France et à l'étranger, notamment au Lycée Carnot de Tunis, lecteur à l’Université de Varsovie (Pologne) et professeur de français langue étrangère à l’Institut français de Berlin.
Il est chargé de mission pour l’action culturelle à l’Université de Nice Sophia Antipolis de 1998 à 2000.
Pour le compte du ministère des Affaires étrangères, il dirige, durant quinze ans, les Instituts français de Hanovre, de Zagreb, de Rostock et de Munich.
Il vit désormais à Strasbourg où il s’adonne à ses passions, l'écriture et la musique, le chant en particulier.

## Œuvres
- Le Mensonge de Varsovie, Baie des Anges, 2008  (ISBN 978-2-917790-04-5)
- L’Île étrangère, Baie des Anges, 2011   (ISBN 978-2-917790-30-4)
- Mémoires d'enfance, Baie des Anges, 2015  (ISBN 978-2-917790-88-5)                     Mon Zagreb, Baie des anges , 2025